# New Zealand Football
New Zealand Football  ordnar med den organiserade fotbollen i Nya Zeeland. Det bildades 1891 och gick med i Fifa 1948. Nya Zeeland var med och bildade OFC.
I maj 2007 ändrades namnet från New Zealand Soccer till New Zealand Football.

## Tävlingar
| - New Zealand Football Championship (nationell liga) - NRFL Premier League (regional vinterliga) - US1 Premiership (regional vinterliga) - Central Premier League (regional vinterliga) - Robbie's Premier Football League (regional vinterliga) - ODT FootballSouth Premier League (regional vinterliga) | - ASB Women's League (nationell damliga) - NSL (nedlagd) - ASB National Youth League (ungdomsliga) - Chatham Cup (nationell vinter-utslagstävling för herrar) |